# 陈忠林
陈忠林（1951年—），男，重庆人，中华人民共和国法学家，专长为刑法基本理论和意大利刑法。现任重庆大学法学院院长，兼任西南政法大学刑法学博士生导师。曾任第十届全国人民代表大会和第十一届全国人民代表大会代表，自2004年当选全国人大代表以来，他坚持在每年的全国两会期间提案呼吁改革劳教制度。

## 生平
1951年生于重庆巴南县。1982年获北京大学法学学士学位。1986年取得西南政法大学刑法学硕士学位。1989年到意大利比萨的圣安娜高等大学（SSSUP）进修刑法学，1991到1994年任该校客座研究员，1996年成为该校教授，1996年6月获该校法学博士学位。1998年被西南政法大学破格评为教授，后来成为西南政法大学法学院院长。

## 社会兼职

### 社会团体
- 中国刑法学研究会常务理事
- 中国犯罪学会副会长
- 中国南方刑事法律研究中心副主任
- 中国青少年犯罪研究会副会长
- 重庆市高级人民法院智库专家
- 重庆市刑法学会副会长
- 重庆市劳动教养学会副会长

### 科研院所
- 中国人民大学国际刑法研究所特约研究员
- 北京师范大学刑事法律科学研究院研究员
- 山东大学刑法研究中心特邀研究员
- 湖南大学、河南大学、福州大学、湘潭大学等高校客座教授。

## 主要著作
- 《刑法中的行为与犯罪构成要件的关系》（博士论文）
- 《意大利刑法学原理》（译著，法律出版社，1998年）
- 《意大利刑法纲要》（个人专著，中国人民大学出版社，1999年）